# Музей исламского искусства (Берлин)
Музей исламского искусства в Берлине (нем. Museum für Islamische Kunst) размещается в Пергамском музее и входит в состав Государственных музеев Берлина.

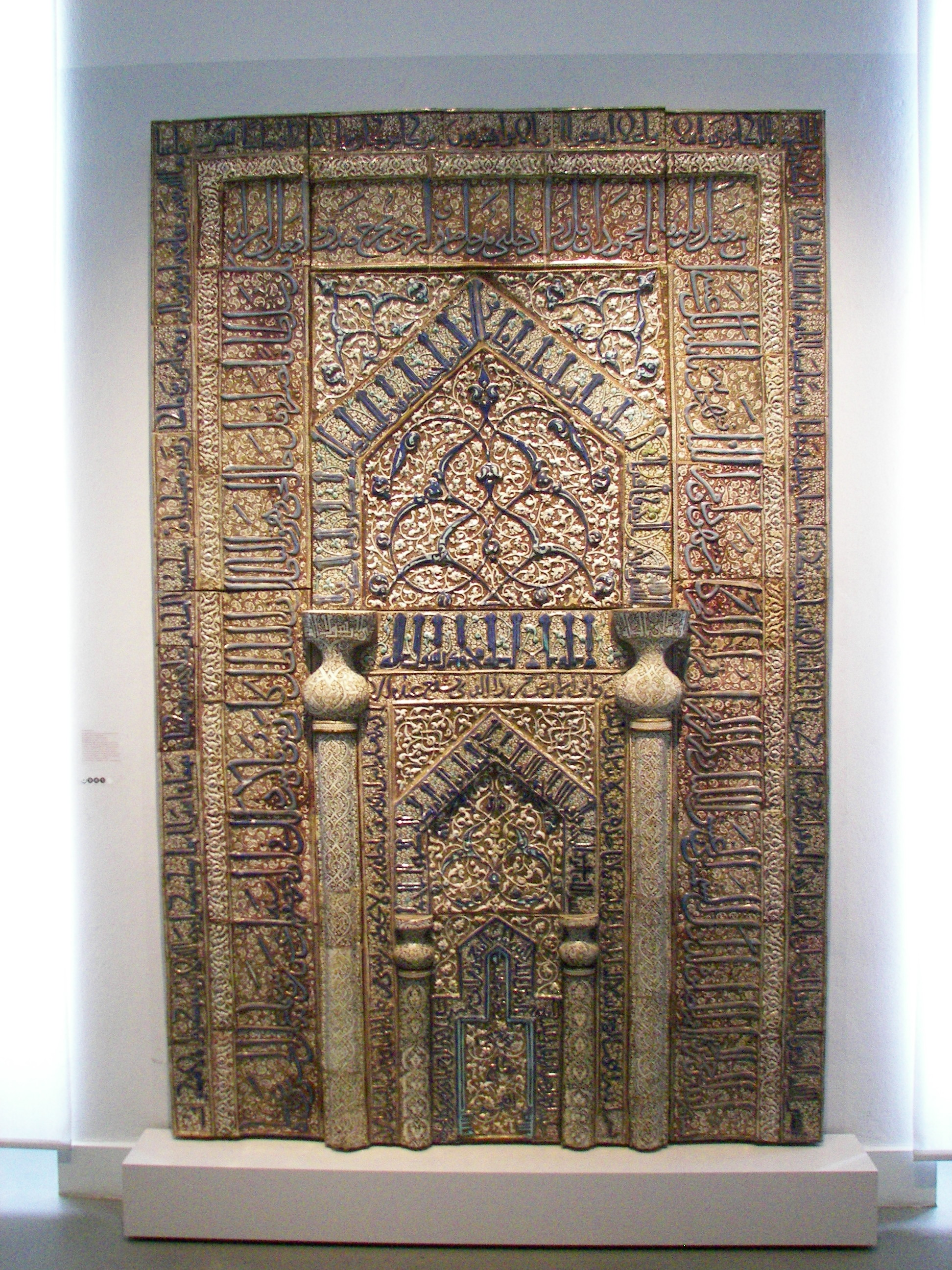
Михраб из Кашана. Иран

## Коллекция
В музее представлено искусство исламских народов VIII—XIX веков, проживавших на просторах от Испании до Индии. В основу экспозиции положены в первую очередь искусство Египта, Ближнего Востока и Ирана. Другие регионы также представлены значимыми коллекционными объектами, как, например, произведения каллиграфии и миниатюры эпохи Империи Великих Моголов или сицилийскими изделиями из слоновой кости.

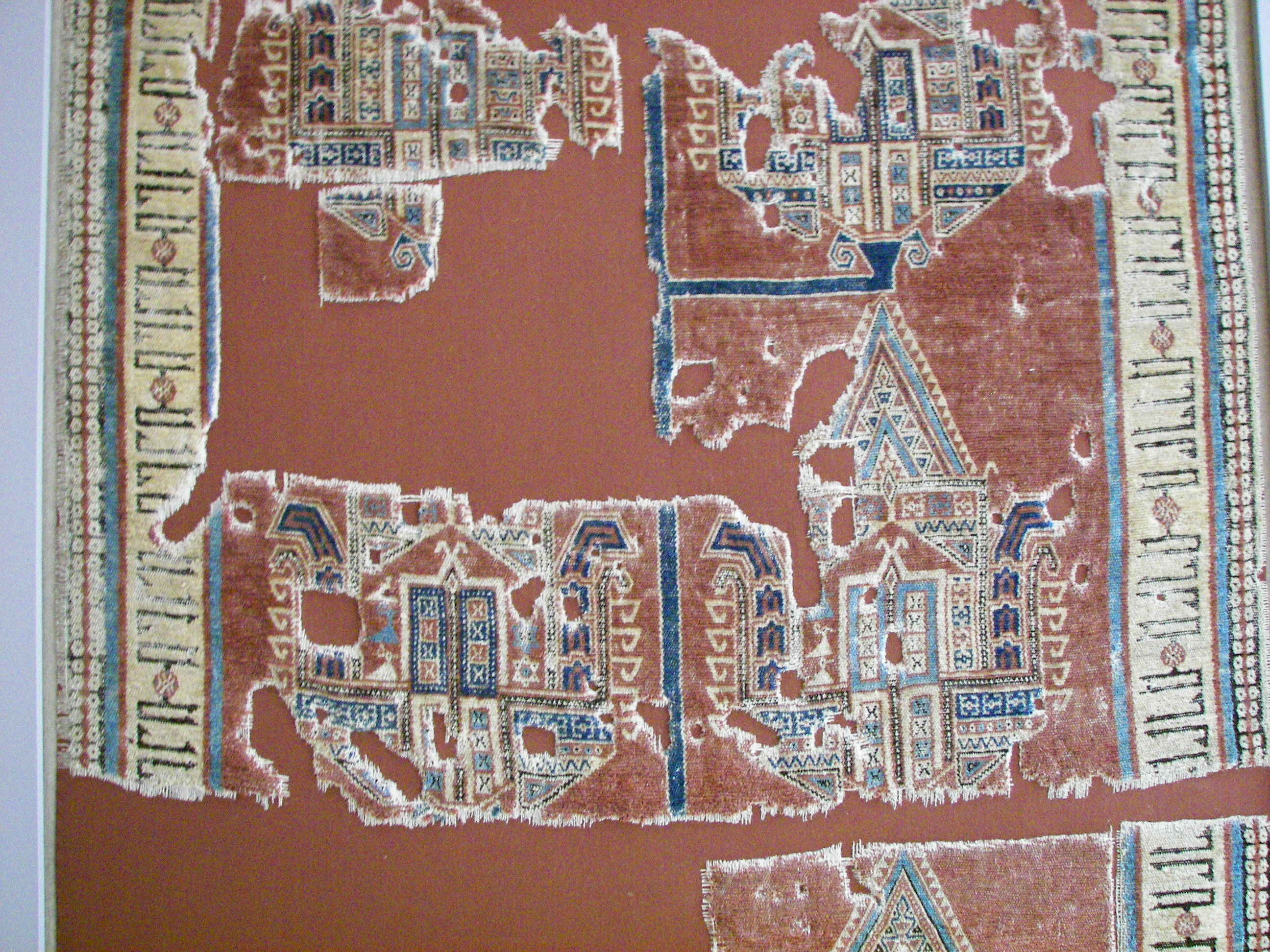
Древний ковёр в экспозиции Музея исламского искусства

### Наиболее известные экспонаты
В силу своих размеров, значения в истории искусства и популярности у посетителей музея следует в первую очередь выделить:
- Фриз из Мшатты
- Алеппская комната
- Купол из Альгамбры
- Михраб из Кашана
- Михраб из Коньи
- Ковёр с изображением драконов и фениксов, Малая Азия, начало XV века.
- Складная подставка для Корана, Малая Азия, Конья, XIII век.
- Искусство книги (сменная экспозиция в Кабинете книги)

## История
Музей основан Вильгельмом фон Боде в 1904 году как исламский отдел Музея кайзера Фридриха (ныне Музея Боде). Поводом для создания послужил фриз дворца в Мшатте, подаренный кайзеру Вильгельму II османским султаном Абдул-Хамидом II. Именно он вместе с переданными в музей Вильгельмом фон Боде 21 ковром легли в основу коллекции нового музея. Музей въехал в новое здание Пергамского музея на верхний этаж и открылся в 1932 году. Экспозиция закрылась в 1939 году в связи с начавшейся войной.
Несмотря на то, что многие экспонаты музея были вывезены, а оставшиеся в Пергамском музее объекты были укреплены, война нанесла коллекции серьёзный урон. Прямым попаданием бомбы была разрушена одна из башен ворот фриза из Мшатты, а от зажигательной бомбы, попавшей в сейфовые хранилища монетного двора, полностью или частично сгорели ценнейшие ковры, находившиеся там на хранении. В 1954 году экспозиция музея открылась вновь в здании Пергамского музея в качестве Исламского музея. Музейные фонды, оказавшиеся в западных оккупационных зонах, были перевезены в музей в Далеме, где они впервые после войны предстали вниманию публики также в 1954 году. В 1968—1970 годах экспозиция функционировала в Шарлоттенбургском дворце. В 1971 году постоянная экспозиция Музея исламского искусства открылась в новом здании музейного комплекса в Далеме.
В 1958 году в Исламский музей в Пергамском музее на Музейном острове вернулась большая часть произведений так называемых «трофейных культурных ценностей», вывезенных в Советский Союз в 1945—1946 годах. После реставрации некоторых других значимых экспонатов коллекции в 1967 году открылся доступ публики во все выставочные залы музея. На основе договора об объединении музеев они были сведены в 1992 году в единое собрание под названием «Музей исламского искусства». Экспозиция в Далеме закрылась в 1998 году. Обновлённая постоянная экспозиция музея на верхнем этаже южного корпуса Пергамского музея открылась в 2000 году.